# Wittingen
Wittingen – miasto w Niemczech, w kraju związkowym Dolna Saksonia, w powiecie Gifhorn.

## Przemysł
Do 2022 roku w mieście działała drukarnia Neef założona w 1892 przez Karla Neefa. W 1978 przeszła fuzję z drukarnią Stumme (odtąd nazywana Neef+Stumme). Drukowała między innymi okładki płyt winylowych i książeczki do płyt CD dla tłoczni grupy PolyGram (PRS/PDO) w Hanowerze.

## Współpraca
Miejscowości partnerskie:
- Koknese, Łotwa (od 1996 roku)
- St. Margarethen an der Raab
- Wiesen